# Colostygia sericeata
Colostygia sericeata is een vlinder uit de familie spanners (Geometridae). De wetenschappelijke naam is voor het eerst geldig gepubliceerd in 1926 door Schwingenschuss.
De soort komt voor in Europa.